# Château de Bentomiz
Le château de Bentomiz, est une ancienne forteresse construite sur un coteau, proche du village espagnol d'Arenas, dans la province andalouse de Malaga, à 711 mètres d'altitude. Cette forteresse notée sur un document signé par Abd Allah, roi zirí de Grenade au XIe siècle, fut reprise par le roi catholique espagnol en 1487.

## Histoire
Il est impossible de présenter ce village sans référence au château de Bentomiz qui date de l'époque des Ibères et dont il ne reste qu'une muraille extérieure et quelques créneaux. Les Phéniciens, les Grecs et les Romains ont certainement occupé les lieux.
Plus de trente villages aux alentours possèdent des mosquées (actuellement des églises) qui attestent l'influence des dynasties berbères africaines, Almohades et Mérinides.
Les Arabes ont par la suite, occupé puis fortifié et transformé en défense le château qui, avec ceux de Comares et de Zalía (es), furent considérés comme les trois bastions musulmans les plus importants de la région du centre de l'Axarquía.
Après la reconquête, les chrétiens habitants le château, par l'intermédiaire d'un pacte passé avec Ferdinand II d'Aragon le Catholique (Fernando II de Aragón, "El Católico"), retrouvèrent leur religion et leurs coutumes, qu'ils avaient perdus après la révolte maure, en obéissance à Abén Humeya, roi de Grenade. Bentomiz, était rattaché au district de Velez-Malaga avant la conquête de 1487. Recensé par le diocèse de Malaga en 1492, on attribuait au château de Bentomiz, quelque 7 500 défenseurs dont 39 chefs de famille, 156 habitants, et 58 familles musulmanes. La plupart seront en fuite, laissant leurs biens, et habitants les villages d'Algarrobo, de Torrentes et Alcalayn.